# San Marcos (Cajamarca)
San Marcos é uma cidade do Peru, situada na região de Cajamarca. Capital da província de San Marcos, sua população em 2017 foi estimada em 9.182 habitantes.